# Madfinger Games
MADFINGER Games je nezávislá česká herní společnost, která vyvíjí a vydává hry pro mobilní telefony a tablety. Společnost byla založena v Brně v roce 2010 a od té doby si získala reputaci herního vývojáře, který vyrábí mobilní hry s vysokou grafickou kvalitou. MADFINGER Games využívá UNITY engine a poskytuje hry na mobilní zařízení opatřené operačním systémem iOS a Android.

## Historie

### Mad Finger Games
Ještě předtím, než společnost MADFINGER Games oficiálně vznikla, spolupracovali její dnešní členové na mnoha počítačových a konzolových hrách, například Mafia, Mafia II, Korea: Forgotten Conflict, El Matador, Hidden & Dangerous 2, H&D Sabre Squadron, Vietcong, Vietcong 2, Vietcong: Purple Haze nebo Vietcong: Fist Alpha.
Současně se čtyři pozdější zakladatelé společnosti ve volném čase věnovali vývoji svých prvních her určených pro mobilní zařízení. V té době, ještě pod hlavičkou "Mad Finger Games", vydali první tři hry:
- 15 Blocks Puzzle
- Samurai: Way of the Warrior
- BloodyXmas

### MADFINGER Games, a.s.
V květnu roku 2010 založili akciovou společnost MADFINGER Games, a.s. a začali se vývoji her pro smartphony a tablety věnovat naplno. Základní kapitál firmy činil 17 500 000.
Hry od vývojáře MADFINGER Games se vyznačují vysokou grafickou kvalitou srovnatelnou s hrami určenými pro herní konzole a snadným intuitivním ovládáním.
MADFINGER Games úzce spolupracuje s Unity a Nvidia.

## Hry
- 15 Blocks Puzzle - 2009
- Samurai: Way of the Warrior - 2009
- BLOODYXMAS - 2009
- Samurai II: Vengeance - 2010
- Shadowgun - 2011
- Dead Trigger - 2012
- Shadowgun: Deadzone - 2012
- Dead Trigger 2 - 2013
- Monzo - 2014
- Unkilled - 2015
- Shadowgun: Legends - 2018
- Shadowgun War Games - 2020
- Gray Zone Warfare - 2024 (v předběžném přístupu)